# Claus Biethan
Claus Biethan (* 24. Januar 1933 in Hamburg; † 21. Februar 1996 ebenda) war ein deutscher Leichtathlet, der 1955 und 1960 Deutscher Meister im 20-km-Gehen sowie 1956, 1957 und 1960 Deutscher Meister im 50-km-Gehen war.

## Sportliche Karriere
Claus Biethans Vater Otto Biethan (1908–1995) war bei den Deutschen Meisterschaften 1949 mit der Mannschaft des Hamburger SV Dritter in der Mannschaftswertung im 50-Kilometer-Straßengehen geworden. Claus Biethan startete bis 1958 ebenfalls für den Hamburger SV und wechselte dann zum SV Friedrichsgabe. Claus Biethan war 1953 Zweiter der Deutschen Meisterschaften im 10.000-Meter-Bahngehen hinter Rudi Lüttge, 1954 gewann er den Titel auf dieser Strecke. Bei den Europameisterschaften in Bern gab er auf.
Bei den Deutschen Meisterschaften 1955 stand das Bahngehen über 10.000 Meter nicht mehr auf dem Programm, Biethan gewann den Meistertitel im Straßengehen über 20 Kilometer. 1956 und 1957 siegte er jeweils über 50 Kilometer. Während Biethan mit der Mannschaft des Hamburger SV 1956 noch Dritter war hinter zwei Mannschaften von Eintracht Braunschweig, gewannen Claus Biethan, Emil Griem und Claus Bartels 1957 die Mannschaftswertung über 50 Kilometer. 1958 trat Biethan bei den Deutschen Meisterschaften nicht in Erscheinung. Bei den Europameisterschaften 1958 in Stockholm wurde Biethan im Wettbewerb über 50 Kilometer nach etwa 20 Kilometern disqualifiziert.
1959 war Biethan Vierter der Deutschen Meisterschaften über 20 Kilometer und belegte mit der Mannschaft des SV Friedrichsgabe den zweiten Platz hinter der Mannschaft des Hamburger SV. Bei den Meisterschaften über 50 Kilometer erreichte er den zweiten Platz hinter Claus Bartels. In der Mannschaftswertung siegten Claus Biethan, Harald Michelsen und Harry Binner für den SV Friedrichsgabe. 1960 gewann Biethan drei Titel: Über 20 Kilometer gewann er in der Einzelwertung, über 50 Kilometer siegte er in der Einzelwertung und zusammen mit Gerd Nickel und Harald Michelsen auch in der Mannschaftswertung. 1961 war Beithan noch einmal Fünfter über 50 Kilometer und wurde zusammen mit Nickel und Binner Zweiter in der Mannschaftswertung, wobei die Meisterschaft über 50 Kilometer 1961 in Friedrichsgabe ausgetragen wurde.
Von 1953 bis 1960 trat Claus Biethan bei 16 Wettkämpfen im Nationaltrikot an.